# 21439 Robenzing
Robenzing è un asteroide della fascia principale. Scoperto nel 1998, presenta un'orbita caratterizzata da un semiasse maggiore pari a 2,3421852 UA e da un'eccentricità di 0,1149986, inclinata di 3,56161° rispetto all'eclittica.